# Skrzydłowice
Skrzydłowice (niem. Skrzidlowitz) – wieś w Polsce położona w województwie śląskim, w powiecie lublinieckim, w gminie Pawonków.
W latach 1975–1998 miejscowość administracyjnie należała do województwa częstochowskiego.

## Nazwa
Nazwa miejscowości wywodzi się od polskiej nazwy skrzydła z dodaną końcówką "-wice". Według niemieckiego językoznawcy Heinricha Adamy’ego pochodzi ona od pracujących na wiatr młynów zbożowych – wiatraków. W swoim dziele o nazwach miejscowych na Śląsku wydanym w 1888 roku we Wrocławiu jako najstarszą nazwę miejscowości wymienia Skrzidlowitz podając jej znaczenie "Windmuhlenplatz" czyli w języku polskim "Miejsce młynów wiatrowych". Nazwa wsi została później fonetycznie zgermanizowana na Skrzidlowitz i utraciła swoje pierwotne znaczenie.
W 1936 roku hitlerowska administracja III Rzeszy, chcąc zatrzeć słowiańskie pochodzenie nazwy wsi, przemianowały ją ze zgermanizowanej na nową, całkowicie niemiecką nazwę Flügeldorf.

## Historia
Na pieczęci gminnej od XIX w. do 1936 r.  widniał wizerunek przedstawiający wiatrak (młyn wiatrowy).